# Wadim Abdraszytow
Wadim Jupupowicz Abdraszytow (ros. Вадим Юсупович Абдрашитов, tatar. Вадим Йосыф улы Габдерәшитов, Vadim Yosıf uğlı Ğabderəşitov; ur. 19 stycznia 1945 w Charkowie, zm. 12 lutego 2023) – rosyjski reżyser filmowy pochodzenia tatarskiego, także pedagog.

## Życiorys
W latach 1959–1961 uczył się w technikum transportu kolejowego w Ałma-Acie, a następnie, w latach 1961–1964 pobierał nauki w Moskiewskim Instytucie Fizyczno-Technicznym. W 1967 ukończył tamtejszy Instytut Chemiczno-Technologiczny. W trakcie studiów zainteresował się filmem. Hobbystycznie zajmował się dokumentowaniem życia uczelni.
W latach 1967–1970 był zatrudniony na stanowisku inżyniera w fabryce chemicznej, nie przestał jednak myśleć o pracy filmowca. W 1974 został absolwentem wydziału reżyserii Państwowego Instytutu Kinematografii (WGIK) (w którym obecnie wykłada). Uczył się tam m.in. od Michaiła Romma i Lwa Kulidżanowa.
W czasie studiów zrealizował dwie etiudy: Reportaż z asfaltu (Rieportaż s asfalta) i Zatrzymajcie Potapowa (Ostanowitie Potapowa), które zdobyły nagrody na przeglądach filmów szkolnych. Był reżyserem w wytwórni Mosfilm. Często współpracował z pisarzem i scenarzystą Aleksandrem Mindadze. Tworzył dramaty społeczne i obyczajowe, często o charakterze polemicznym, w których na ogół porusza problematykę społeczeństwa radzieckiego lat 80.

## Filmografia
Reżyseria:
- 1973: Rieportaż s asfalta (ros. Репортаж с асфальта);
- 1974: Ostanowitie Potapowa! (ros. Остановите Потапова!);
- 1976: Głos ma obrona (Słowo dlia zaszczity, ros. Слово для защиты);
- 1979: Obrót sprawy (Poworot, ros. Поворот);
- 1980: Polowanie na lisa (Ochota na lis, ros. Охота на лис);
- 1982: Zatrzymany pociąg (Ostanowiłsja pojezd, ros. Остановился поезд);
- 1984: Parada planet (Parad płaniet, ros. Парад планет);
- 1986: Plumbum, czyli niebezpieczna gra (Pliumbum, ili Opasnaja igra, ros. Плюмбум, или Опасная игра);
- 1988: Sługa (Sługa, ros. Слуга);
- 1990/1991: Armawir (ros. Армавир);
- 1995: Pjesa dla passażyra (ros. Пьеса для пассажира);
- 1997: Czas tancerza (Wriemia tancora, ros. Время танцора);
- 2003: Burze magnetyczne (Magnitnyje buri, ros. Магнитные бури).

Scenariusze:
- 1973: Rieportaż s asfalta (ros. Репортаж с асфальта);

## Nagrody i odznaczenia
- 1989 – Nagroda Specjalna za film Sługa na MFF w Berlinie,
  - Nagroda Interfilm – wyróżnienie
  - Nagroda im. Alfreda Bauera
- 1991 – Nagroda Państwowa ZSRR,
- 1992 – tytuł Ludowy Artysta Federacji Rosyjskiej[3],
- 1995 – Srebrny Niedźwiedź za wybitne osiągnięcia (stylistyczne i tematyczne wyspecjalizowanie) za film Pjesa dla passażyra
- 2003 – nagroda specjalna jury za „Magnitnyje buri”[3] w Soczi.

## Życie prywatne
Jego żoną była Natella Toidze. Mieli dwoje dzieci (Oleg i Nana). 